# Léo, Burkina Faso
Léo este un oraș din provincia Sissili, Burkina Faso.